# Phaseur
En physique et en ingénierie, un phaseur est une représentation d'une fonction sinusoïdale dans laquelle l'amplitude (A), la phase (θ) et la pulsation (ω) (sachant que ω = 2πf) ne dépendent pas du temps. Il s'agit d'une application d'un concept plus général appelé représentation analytique. Les phaseurs permettent de réduire la dépendance de ces trois paramètres à trois facteurs indépendants, ce qui simplifie certains calculs. En particulier, le facteur "fréquence", qui inclut aussi le lien temporel de l'onde sinusoïdale, est souvent commun à tous les composants d'une combinaison linéaire d'ondes sinusoïdales. L'utilisation de phaseurs permet de combiner algébriquement (plutôt que trigonométriquement) l'information à propos de l'amplitude statique et de la phase. Le terme phaseur réfère souvent à ces deux facteurs. Des textes plus anciens utilisent le mot (en)sinor.

## Définition
La formule d'Euler indique que les ondes sinusoïdes peuvent être mathématiquement représentées comme la somme de deux fonctions complexes :
{\displaystyle A\cdot \cos(\omega t+\theta )=A/2\cdot e^{j(\omega t+\theta )}+A/2\cdot e^{-j(\omega t+\theta )}} 
ou comme la partie réelle d'une des fonctions :
{\displaystyle {\begin{aligned}A\cdot \cos(\omega t+\theta )&=\operatorname {Re} \left\{A\cdot e^{j(\omega t+\theta )}\right\}\\&=\operatorname {Re} \left\{Ae^{j\theta }\cdot e^{j\omega t}\right\}\end{aligned}}}
Comme expliqué ci-dessus, phaseur peut aussi bien référer à  {\displaystyle Ae^{j\theta }e^{j\omega t}\,} ou juste à la constante complexe  {\displaystyle Ae^{j\theta }\,}  . Le dernier cas, est par convention une notation raccourcie, utilisant l'amplitude et la phase d'une onde sous-entendue.
Une notation encore plus compacte est la notation angulaire:  {\displaystyle A\angle \theta .\,}

## Arithmétique des phaseurs

### Multiplication par un scalaire
Le produit du phaseur {\displaystyle A\cdot e^{j\theta }} et d'une constante complexe, {\displaystyle B\cdot e^{j\phi }} donne un autre phaseur. Le seul effet de cette opération est de changer l'amplitude et la phase de l'onde :
{\displaystyle {\begin{aligned}\operatorname {Re} \{(Ae^{j\theta }\cdot Be^{j\phi })\cdot e^{j\omega t}\}&=\operatorname {Re} \{(ABe^{j(\theta +\phi )})\cdot e^{j\omega t}\}\\&=AB\cos(\omega t+(\theta +\phi ))\end{aligned}}}
Bien que {\displaystyle B\cdot e^{j\phi }} ait la forme de la notation raccourcie pour les phaseurs, ce n'est pas un phaseur. En électronique, il s'agit d'une impédance, et le décalage de phase est réellement causé par le décalage temporel associé avec une réactance. Le produit de deux phaseurs (ou l'ajustement d'un phaseur) représenterait le produit de deux sinusoïdes, lequel est une opération non-linéaire et ne produit pas un autre phaseur.

### Différentielle et intégrale
La dérivée en fonction du temps ou l'intégrale d'un phaseur est aussi un phaseur. Par exemple :
{\displaystyle {\begin{aligned}\operatorname {Re} \left\{{\frac {d}{dt}}(Ae^{j\theta }\cdot e^{j\omega t})\right\}&=\operatorname {Re} \{Ae^{j\theta }\cdot j\omega e^{j\omega t}\}\\&=\operatorname {Re} \{Ae^{j\theta }\cdot e^{j\pi /2}\omega e^{j\omega t}\}\\&=\operatorname {Re} \{\omega Ae^{j(\theta +\pi /2)}\cdot e^{j\omega t}\}\\&=\omega A\cdot \cos(\omega t+\theta +\pi /2)\end{aligned}}}
Par conséquent, en représentation phasorielle, la dérivation en fonction du temps d'une sinusoïde devient simplement une multiplication par la constante, {\displaystyle j\omega =(e^{j\pi /2}\cdot \omega ).\,}  De la même façon, intégrer un phaseur revient à le multiplier par {\displaystyle {\frac {1}{j\omega }}={\frac {e^{-j\pi /2}}{\omega }}.\,}  Le facteur dépendant du temps,  {\displaystyle e^{j\omega t}\,},  n'est pas affecté. Pour résoudre une équation différentielle linéaire avec l'arithmétique des phaseurs, il suffit simplement de sortir le facteur  {\displaystyle e^{j\omega t}\,}  de tous les termes de l'équation, et de le réinsérer dans la solution. 
Par exemple, considérons l'équation différentielle suivante décrivant la tension à travers la capacité dans un circuit RC :
{\displaystyle {\frac {d\ v_{C}(t)}{dt}}+{\frac {1}{RC}}v_{C}(t)={\frac {1}{RC}}v_{S}(t)}
Quand la source de tension dans le circuit est sinusoïdale :
{\displaystyle v_{S}(t)=V_{P}\cdot \cos(\omega t+\theta ),\,}
nous pouvons remplacer :
{\displaystyle {\begin{aligned}v_{S}(t)&=\operatorname {Re} \{V_{s}\cdot e^{j\omega t}\}\\\end{aligned}}}
{\displaystyle v_{C}(t)=\operatorname {Re} \{V_{c}\cdot e^{j\omega t}\},}
où le phaseur  {\displaystyle V_{s}=V_{P}e^{j\theta },\,}  et où le phaseur {\displaystyle V_{c}\,} est l'inconnue.
En notation raccourcie, l'équation différentielle s'écrit:
{\displaystyle j\omega V_{c}+{\frac {1}{RC}}V_{c}={\frac {1}{RC}}V_{s}}
La solution donnant la tension dans la capacité est :
{\displaystyle V_{c}={\frac {1}{1+j\omega RC}}\cdot (V_{s})={\frac {1-j\omega RC}{1+(\omega RC)^{2}}}\cdot (V_{P}e^{j\theta })\,}
Comme nous l'avons vu, le facteur complexe constant représente la différence d'amplitude et de phase de {\displaystyle v_{C}(t)\,}  dépendant de {\displaystyle V_{P}\,}  et {\displaystyle \theta .\,}
En notation polaire, le facteur devient :
{\displaystyle {\frac {1}{\sqrt {1+(\omega RC)^{2}}}}\cdot e^{-j\phi (\omega )},\,}    où  {\displaystyle \phi (\omega )=\arctan(\omega RC).\,}
Donc:
{\displaystyle v_{C}(t)={\frac {1}{\sqrt {1+(\omega RC)^{2}}}}\cdot V_{P}\cos(\omega t+\theta -\phi (\omega ))}

### Addition
La somme de plusieurs phaseurs est un autre phaseur. Ceci parce que la somme de deux sinusoïdes de même fréquence est aussi une sinusoïde :
{\displaystyle {\begin{aligned}A_{1}\cos(\omega t+\theta _{1})+A_{2}\cos(\omega t+\theta _{2})&=\operatorname {Re} \{A_{1}e^{j\theta _{1}}e^{j\omega t}\}+\operatorname {Re} \{A_{2}e^{j\theta _{2}}e^{j\omega t}\}\\&=\operatorname {Re} \{A_{1}e^{j\theta _{1}}e^{j\omega t}+A_{2}e^{j\theta _{2}}e^{j\omega t}\}\\&=\operatorname {Re} \{(A_{1}e^{j\theta _{1}}+A_{2}e^{j\theta _{2}})e^{j\omega t}\}\\&=\operatorname {Re} \{(A_{3}e^{j\theta _{3}})e^{j\omega t}\}\\&=A_{3}\cos(\omega t+\theta _{3}),\end{aligned}}}
où :
{\displaystyle A_{3}^{2}=(A_{1}\cos(\theta _{1})+A_{2}\cos(\theta _{2}))^{2}+(A_{1}\sin(\theta _{1})+A_{2}\sin(\theta _{2}))^{2}=A_{1}^{2}+A_{2}^{2}+2A_{1}A_{2}\cos(\theta _{1}-\theta _{2})}
{\displaystyle \tan(\theta _{3})={\frac {A_{1}\sin(\theta _{1})+A_{2}\sin(\theta _{2})}{A_{1}\cos(\theta _{1})+A_{2}\cos(\theta _{2})}}}, i.e. en prenant {\displaystyle \theta _{3}\in [-{\tfrac {\pi }{2}};{\tfrac {3\pi }{2}}[}:
- si {\displaystyle A_{1}\cos \theta _{1}+A_{2}\cos \theta _{2}=0}, alors {\displaystyle \theta _{3}=\operatorname {sgn}(A_{1}\sin(\theta _{1})+A_{2}\sin(\theta _{2}))*{\frac {\pi }{2}}}, avec {\displaystyle \operatorname {sgn} } la fonction signe;
- si {\displaystyle A_{1}\cos \theta _{1}+A_{2}\cos \theta _{2}>0}, alors {\displaystyle \theta _{3}=\arctan \left({\frac {A_{1}\sin \theta _{1}+A_{2}\sin \theta _{2}}{A_{1}\cos \theta _{1}+A_{2}\cos \theta _{2}}}\right)};
- si {\displaystyle A_{1}\cos \theta _{1}+A_{2}\cos \theta _{2}<0}, alors {\displaystyle \theta _{3}=\pi +\arctan \left({\frac {A_{1}\sin \theta _{1}+A_{2}\sin \theta _{2}}{A_{1}\cos \theta _{1}+A_{2}\cos \theta _{2}}}\right)}.

En physique, cette addition s'utilise quand les sinusoïdes interfèrent, constructivement ou destructivement, entre elles. Une autre manière de représenter les calculs ci-dessus est d'additionner deux vecteurs de coordonnées {\displaystyle [A_{1}\cos(\theta _{1}),A_{1}\sin(\theta _{1})]\,} et {\displaystyle [A_{2}\cos(\theta _{2}),A_{2}\sin(\theta _{2})]\,} pour produire une résultante de coordonnées {\displaystyle [A_{3}\cos(\theta _{3}),A_{3}\sin(\theta _{3})].\,}

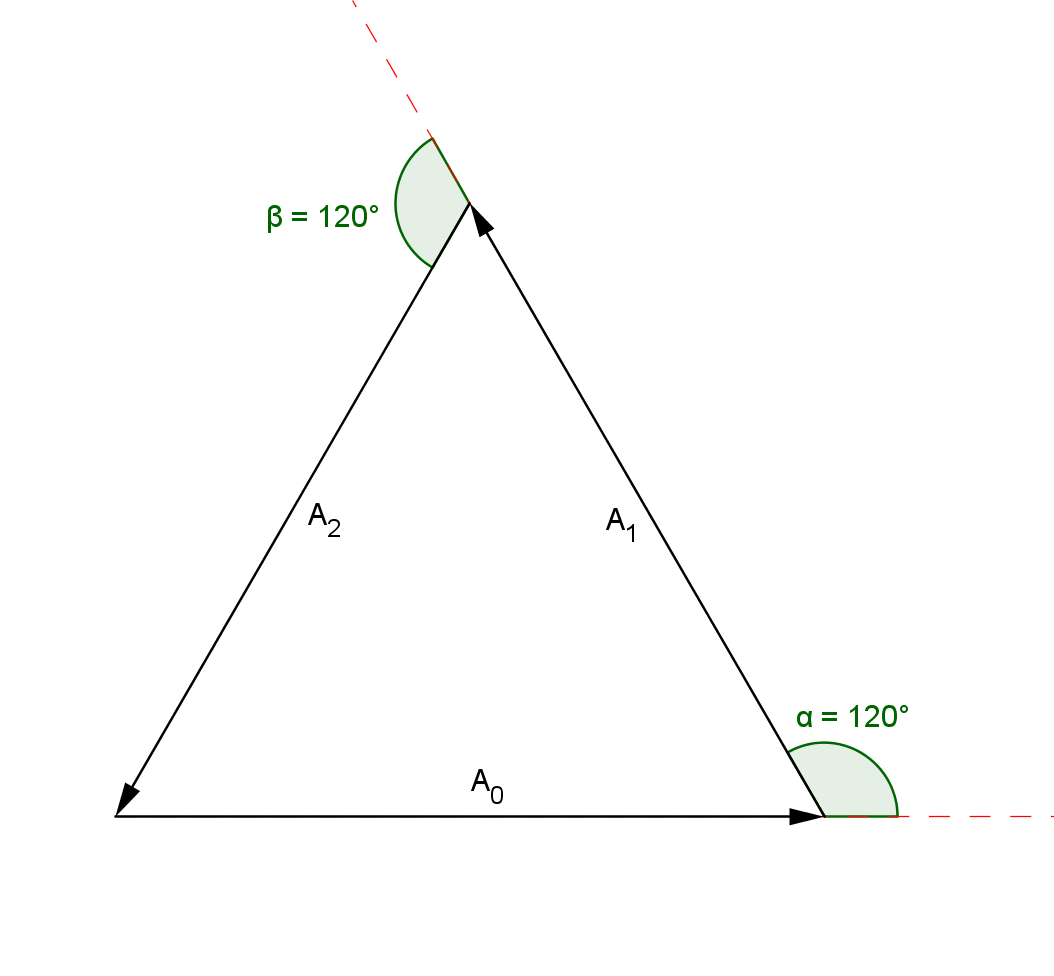
Diagramme de phase de trois ondes en interférences destructrices parfaites

Le concept de vecteur fournit un outil efficace pour répondre à ce genre de question : "Quelle différence de phase est-elle nécessaire entre trois ondes identiques pour qu'elle s'annulent parfaitement ? Dans ce cas, il suffit d'imaginer trois vecteurs de normes identiques et de les placer bout à bout de manière que l'extrémité du dernier rejoigne l'origine du premier. Il est évident que la forme qui satisfait cette condition est un triangle équilatéral et que l'angle entre chaque phaseur et le suivant est de 120° (2π/3 radians), ou un tiers de la longueur d'onde {\displaystyle \lambda /3.}   La différence de phase voulue entre chaque onde est donc de 120°.
En d'autres mots, ceci montre que :
{\displaystyle \cos(\omega t)+\cos(\omega t+2\pi /3)+\cos(\omega t+4\pi /3)=0.\,}
Dans l'exemple des trois ondes, la différence de phase entre la première et la dernière onde est de 240°, alors que pour deux ondes, l'interférence destructrice se produit à 180°. En tendant vers un nombre infini d'ondes, les phaseurs doivent alors former un cercle, de sorte que le premier soit quasi parallèle au dernier. Ceci explique que pour beaucoup de sources, les interférences destructrices se produisent quand la première et la dernière onde diffèrent de 360°, d'une longueur d'onde entière {\displaystyle \lambda }. De la même façon, dans une simple fente de diffraction, le minimum se produit quand la lumière du bord le plus éloigné parcourt une longueur d'onde en plus que la lumière du bord le plus proche.

### Diagrammes de phase
Les ingénieurs électriciens et électroniciens utilisent des diagrammes de phase pour représenter des constantes et des variables complexes (des phaseurs). Comme des vecteurs, des flèches représentent les phaseurs. Les représentations cartésienne et polaire ont chacune leurs avantages.

## Lois des circuits électriques
Avec les phaseurs, les techniques pour résoudre les circuits en courant continu peuvent être appliquées pour résoudre les circuits en courant alternatif. Voici une liste des lois de base :
- Loi d'Ohm dans les résistances : une résistance n'a pas de décalage temporel et donc ne change pas la phase d'un signal c'est pourquoi V=IR reste correct.
- Loi d'Ohm dans les résistances, inductances et capacités : {\displaystyle V=IZ}, où Z est l'impédance complexe.
- Dans un circuit alternatif, nous avons la puissance efficace (P) qui est une représentation de la puissance moyenne dans le circuit et la puissance réactive (Q) qui indique les variations en va-et-vient de la puissance. Nous pouvons aussi définir la puissance complexe {\displaystyle S=P+jQ} et la puissance apparente qui est l'amplitude de S. La loi de la puissance dans un circuit alternatif exprimée en phaseurs est donc :

{\displaystyle S={\frac {VI^{*}}{2}}}  
(où  {\displaystyle I^{*}} est le conjugué complexe de  {\displaystyle I}).
- Les Lois de Kirchhoff sont valables avec les phaseurs sous la forme complexe.

Nous pouvons appliquer les techniques de résolution de circuit avec les phaseurs pour analyser des circuits alternatifs à fréquence unique contenant des résistances, des capacités et des inductances.
Les circuits alternatifs à multiples fréquences et les circuits avec des formes d'ondes différentes peuvent être analysés pour trouver les tensions et les courants en transformant toutes les formes d'ondes en composants d'une sinusoïde (amplitude et phase) et puis en analysant chaque fréquence séparément.